# تپه جان محمدی
تپه جان محمدی مربوط به عصر آهن ۳ - دوره اشکانیان است و در شهرستان خرم‌آباد، بخش ویسیان، دهستان شوراب، روستای تل نعمت واقع شده و این اثر در تاریخ ۲۸ اسفند ۱۳۸۵ با شمارهٔ ثبت ۱۸۵۹۱ به‌عنوان یکی از آثار ملی ایران به ثبت رسیده است.